# Pierre Johel
Pierre Johel, född 1768 i Frankrike, död 29 januari 1855 i Moskva, var en fransk dansmästare och kompositör.
Johel var musikkännare och "omtyckt dansmästare och kompositör av dansmusik under 1800-talets förra hälft". (Moskovskij Nekropol 1907). Han figurerar under eget namn i Tolstojs Krig och fred. Johel invaldes som utländsk ledamot nummer 17 i Kungliga Musikaliska Akademien 1795.